# Liste des députés de la XIe législature de la Cinquième République
Cet article donne la liste, par ordre alphabétique, des 577 députés français de la XIe législature (1997-2002).
Cette législature, ouverte le 1er juin 1997, à la suite des élections des 25 mai et 1er juin 1997, s'est terminée le 18 juin 2002.
Pour chaque député, la liste précise son département d'élection ainsi que le groupe dont il fait partie (pour les députés seulement apparentés à un groupe politique, un « a » précède le nom du groupe). Cette liste reflète la composition de l'Assemblée nationale à la fin de la législature, en date du 18 juin 2002. De ce fait, elle inclut les suppléants des quinze membres du gouvernement Raffarin qui ont été nommés au lendemain de l'élection de Jacques Chirac pour les six dernières semaines de la législature et qui n'ont donc siégé qu'à l'issue du délai d'un mois après leur nomination (soit le 8 juin 2002), jusqu'à la fin de la législature. Les sept députés élus le 30 septembre 2001 au Sénat ainsi que les cinq députés démissionnaires après le mois de juin 2001 apparaissent aussi dans cette liste, car, en raison de la proximité des élections législatives générales, il n'a pas été organisé d'élections partielles pour pourvoir à leur remplacement, leurs sièges ayant été considérés vacants jusqu'au 18 juin 2002.
Les modifications apportées à la composition de l'Assemblée sont indiquées en notes.
- Haut – A
- B
- C
- D
- E
- F
- G
- H
- I
- J
- K
- L
- M
- N
- O
- P
- Q
- R
- S
- T
- U
- V
- W
- X
- Y
- Z

## A
| Nom                     |  | Groupe | Circonscription         |
| ----------------------- |  | ------ | ----------------------- |
| Jean-Pierre Abelin      |  | UDF    | Vienne (4e)             |
| Yvon Abiven             |  | a. PS  | Finistère (4e)          |
| Jean-Claude Abrioux     |  | RPR    | Seine-Saint-Denis (10e) |
| Bernard Accoyer         |  | RPR    | Haute-Savoie (1re)      |
| Maurice Adevah-Pœuf     |  | PS     | Puy-de-Dôme (5e)        |
| Stéphane Alaize         |  | PS     | Ardèche (3e)            |
| Damien Alary            |  | PS     | Gard (5e)               |
| Pierre Albertini        |  | UDF    | Seine-Maritime (2e)     |
| René André              |  | RPR    | Manche (2e)             |
| Sylvie Andrieux-Bacquet |  | PS     | Bouches-du-Rhône (7e)   |
| Léo Andy                |  | a. PS  | Guadeloupe (3e)         |
| Didier Arnal            |  | PS     | Val-d'Oise (7e)         |
| André Aschieri          |  | RCV    | Alpes-Maritimes (9e)    |
| François Asensi         |  | PCF    | Seine-Saint-Denis (11e) |
| Philippe Auberger       |  | RPR    | Yonne (3e)              |
| Marie-Hélène Aubert     |  | RCV    | Eure-et-Loir (4e)       |
| François d'Aubert       |  | DL     | Mayenne (1re)           |
| Jean-Marie Aubron       |  | PS     | Moselle (8e)            |
| Pierre Aubry            |  | RPR    | Val-de-Marne (7e)       |
| Jean Auclair            |  | RPR    | Creuse (2e)             |
| Gautier Audinot         |  | RPR    | Somme (5e)              |
| Martine Aurillac        |  | RPR    | Paris (3e)              |
| Jean-Marc Ayrault       |  | PS     | Loire-Atlantique (3e)   |

## B
| Nom                      |  | Groupe | Circonscription               |
| ------------------------ |  | ------ | ----------------------------- |
| Jean-Paul Bacquet        |  | PS     | Puy-de-Dôme (4e)              |
| Dominique Baert          |  | PS     | Nord (8e)                     |
| Jean-Pierre Baeumler     |  | PS     | Haut-Rhin (7e)                |
| Pierre-Christophe Baguet |  | UDF    | Hauts-de-Seine (9e)           |
| Jean-Pierre Balduyck     |  | PS     | Nord (10e)                    |
| Édouard Balladur         |  | RPR    | Paris (12e)                   |
| Jean-Pierre Balligand    |  | PS     | Aisne (3e)                    |
| Gérard Bapt              |  | PS     | Haute-Garonne (2e)            |
| Jean Bardet              |  | RPR    | Val-d'Oise (3e)               |
| François Baroin          |  | RPR    | Aube (3e)                     |
| Alain Barrau             |  | PS     | Hérault (6e)                  |
| Raymond Barre            |  | a. UDF | Rhône (4e)                    |
| Jacques Barrot           |  | UDF    | Haute-Loire (1re)             |
| Jacques Bascou           |  | PS     | Aude (2e)                     |
| Sylvia Bassot            |  | DL     | Orne (3e)                     |
| Christian Bataille       |  | PS     | Nord (22e)                    |
| Jean-Claude Bateux       |  | PS     | Seine-Maritime (5e)           |
| Jacques Baumel           |  | RPR    | Hauts-de-Seine (8e)           |
| Jean-Claude Beauchaud    |  | PS     | Charente (4e)                 |
| Jean-Claude Beaulieu     |  | RPR    | Charente-Maritime (4e)        |
| Huguette Bello           |  | RCV    | La Réunion (2e)               |
| Yvette Benayoun-Nakache  |  | PS     | Haute-Garonne (4e)            |
| Christian Bergelin       |  | RPR    | Haute-Saône (1re)             |
| Jean-Louis Bernard       |  | UDF    | Loiret (3e)                   |
| André Berthol            |  | RPR    | Moselle (7e)                  |
| Henri Bertholet          |  | PS     | Drôme (4e)                    |
| Léon Bertrand            |  | RPR    | Guyane (2e)                   |
| Jean-Yves Besselat       |  | RPR    | Seine-Maritime (7e)           |
| Éric Besson              |  | PS     | Drôme (2e)                    |
| Jean Besson              |  | RPR    | Rhône (10e)                   |
| Jean-Louis Bianco        |  | PS     | Alpes-de-Haute-Provence (1re) |
| Gilbert Biessy           |  | PCF    | Isère (2e)                    |
| Claude Billard           |  | PCF    | Val-de-Marne (11e)            |
| André Billardon          |  | PS     | Saône-et-Loire (3e)           |
| Claude Birraux           |  | UDF    | Haute-Savoie (3e)             |
| Bernard Birsinger        |  | PCF    | Seine-Saint-Denis (5e)        |
| Jacques Blanc            |  | DL     | Lozère (2e)                   |
| Jean-Pierre Blazy        |  | PS     | Val-d'Oise (9e)               |
| Émile Blessig            |  | UDF    | Bas-Rhin (7e)                 |
| Serge Blisko             |  | PS     | Paris (10e)                   |
| Patrick Bloche           |  | PS     | Paris (7e)                    |
| Roland Blum              |  | DL     | Bouches-du-Rhône (1re)        |
| Jean-Marie Bockel        |  | PS     | Haut-Rhin (5e)                |
| Alain Bocquet            |  | PCF    | Nord (20e)                    |
| Jean-Claude Bois         |  | PS     | Pas-de-Calais (13e)           |
| Marie-Thérèse Boisseau   |  | UDF    | Ille-et-Vilaine (6e)          |
| Yves Boisseau            |  | RPR    | Calvados (4e)                 |
| Daniel Boisserie         |  | PS     | Haute-Vienne (2e)             |
| Maxime Bono              |  | PS     | Charente-Maritime (1re)       |
| Augustin Bonrepaux       |  | PS     | Ariège (1re)                  |
| André Borel              |  | PS     | Vaucluse (2e)                 |
| Franck Borotra           |  | RPR    | Yvelines (2e)                 |
| Bernard Bosson           |  | UDF    | Haute-Savoie (2e)             |
| Jean-Michel Boucheron    |  | PS     | Ille-et-Vilaine (1re)         |
| René Bouin               |  | RPR    | Maine-et-Loire (1re)          |
| Didier Boulaud           |  | PS     | Nièvre (1re)                  |
| Jean-Claude Boulard      |  | PS     | Sarthe (5e)                   |
| Bruno Bourg-Broc         |  | RPR    | Marne (4e)                    |
| Michel Bourgeois         |  | PS     | Doubs (2e)                    |
| Pierre Bourguignon       |  | PS     | Seine-Maritime (3e)           |
| Christian Bourquin       |  | PS     | Pyrénées-Orientales (3e)      |
| Danielle Bousquet        |  | PS     | Côtes-d'Armor (1re)           |
| Christine Boutin         |  | a. UDF | Yvelines (10e)                |
| Michel Bouvard           |  | RPR    | Savoie (3e)                   |
| Loïc Bouvard             |  | UDF    | Morbihan (4e)                 |
| Jean-Pierre Braine       |  | PS     | Oise (7e)                     |
| Pierre Brana             |  | PS     | Gironde (5e)                  |
| Patrick Braouezec        |  | PCF    | Seine-Saint-Denis (2e)        |
| Jean-Pierre Brard        |  | a. PCF | Seine-Saint-Denis (7e)        |
| Jean-Paul Bret           |  | PS     | Rhône (6e)                    |
| Victor Brial             |  | RPR    | Wallis et Futuna (1re)        |
| Philippe Briand          |  | RPR    | Indre-et-Loire (5e)           |
| Jean Briane              |  | UDF    | Aveyron (1re)                 |
| Nicole Bricq             |  | PS     | Seine-et-Marne (6e)           |
| Bernard Brochand         |  | RPR    | Alpes-Maritimes (8e)          |
| François Brottes         |  | PS     | Isère (5e)                    |
| Michel Buillard          |  | RPR    | Polynésie française (1re)     |
| Yves Bur                 |  | UDF    | Bas-Rhin (4e)                 |
| Vincent Burroni          |  | PS     | Bouches-du-Rhône (12e)        |

## C
| Nom                        |  | Groupe | Circonscription            |
| -------------------------- |  | ------ | -------------------------- |
| Christian Cabal            |  | RPR    | Loire (2e)                 |
| Marcel Cabiddu             |  | PS     | Pas-de-Calais (11e)        |
| Alain Cacheux              |  | PS     | Nord (3e)                  |
| Jérôme Cahuzac             |  | PS     | Lot-et-Garonne (3e)        |
| Dominique Caillaud         |  | a. UDF | Vendée (2e)                |
| Alain Calmat               |  | a. PS  | Seine-Saint-Denis (12e)    |
| Jean-Christophe Cambadélis |  | PS     | Paris (20e)                |
| Pierre Carassus            |  | RCV    | Seine-et-Marne (3e)        |
| Thierry Carcenac           |  | PS     | Tarn (2e)                  |
| Pierre Cardo               |  | DL     | Yvelines (7e)              |
| Christophe Caresche        |  | PS     | Paris (18e)                |
| Antoine Carré              |  | DL     | Loiret (1re)               |
| Gilles Carrez              |  | RPR    | Val-de-Marne (5e)          |
| Patrice Carvalho           |  | PCF    | Oise (6e)                  |
| Odette Casanova            |  | PS     | Var (1re)                  |
| Nicole Catala              |  | RPR    | Paris (11e)                |
| Laurent Cathala            |  | PS     | Val-de-Marne (2e)          |
| Jean-Yves Caullet          |  | PS     | Yonne (2e)                 |
| Jean-Charles Cavaillé      |  | RPR    | Morbihan (3e)              |
| Richard Cazenave           |  | RPR    | Isère (1re)                |
| Bernard Cazeneuve          |  | PS     | Manche (5e)                |
| Joëlle Ceccaldi-Raynaud    |  | RPR    | Hauts-de-Seine (6e)        |
| Henry Chabert              |  | RPR    | Rhône (2e)                 |
| Jean-Paul Chanteguet       |  | PS     | Indre (3e)                 |
| Gérard Charasse            |  | RCV    | Allier (4e)                |
| Hervé de Charette          |  | UDF    | Maine-et-Loire (6e)        |
| Jean-Paul Charié           |  | RPR    | Loiret (5e)                |
| Bernard Charles            |  | RCV    | Lot (1re)                  |
| Jean Charroppin            |  | RPR    | Jura (2e)                  |
| Michel Charzat             |  | PS     | Paris (21e)                |
| Philippe Chaulet           |  | RPR    | Guadeloupe (4e)            |
| Guy-Michel Chauveau        |  | PS     | Sarthe (3e)                |
| Jean-Marc Chavanne         |  | RPR    | Haute-Savoie (5e)          |
| Jean-Claude Chazal         |  | PS     | Lozère (1re)               |
| Olivier de Chazeaux        |  | RPR    | Hauts-de-Seine (5e)        |
| Daniel Chevallier          |  | PS     | Hautes-Alpes (1re)         |
| Jean-Pierre Chevènement    |  | RCV    | Territoire de Belfort (2e) |
| Jean-François Chossy       |  | UDF    | Loire (7e)                 |
| Didier Chouat              |  | PS     | Côtes-d'Armor (3e)         |
| Alain Claeys               |  | PS     | Vienne (1re)               |
| Alain Clary                |  | PCF    | Gard (1re)                 |
| Pascal Clément             |  | DL     | Loire (6e)                 |
| Marie-Françoise Clergeau   |  | PS     | Loire-Atlantique (2e)      |
| Gilles Cocquempot          |  | PS     | Pas-de-Calais (7e)         |
| Jean Codognès              |  | PS     | Pyrénées-Orientales (2e)   |
| Pierre Cohen               |  | PS     | Haute-Garonne (3e)         |
| François Colcombet         |  | PS     | Allier (1re)               |
| Monique Collange           |  | PS     | Tarn (4e)                  |
| Georges Colombier          |  | DL     | Isère (7e)                 |
| François Cornut-Gentille   |  | RPR    | Haute-Marne (2e)           |
| René Couanau               |  | UDF    | Ille-et-Vilaine (7e)       |
| Charles de Courson         |  | UDF    | Marne (5e)                 |
| Alain Cousin               |  | RPR    | Manche (3e)                |
| Yves Coussain              |  | UDF    | Cantal (1re)               |
| Jean-Michel Couve          |  | RPR    | Var (4e)                   |
| Charles Cova               |  | RPR    | Seine-et-Marne (7e)        |
| François Cuillandre        |  | PS     | Finistère (3e)             |
| Henri Cuq                  |  | RPR    | Yvelines (9e)              |
| Christian Cuvilliez        |  | PCF    | Seine-Maritime (11e)       |

## D
| Nom                     |  | Groupe      | Circonscription          |
| ----------------------- |  | ----------- | ------------------------ |
| Jean-Claude Daniel      |  | a. PS       | Haute-Marne (1re)        |
| Jacky Darne             |  | PS          | Rhône (7e)               |
| Camille Darsières       |  | a. PS       | Martinique (3e)          |
| Michel Dasseux          |  | PS          | Dordogne (1re)           |
| Marc-Philippe Daubresse |  | UDF         | Nord (4e)                |
| Yves Dauge              |  | PS          | Indre-et-Loire (4e)      |
| Martine David           |  | PS          | Rhône (13e)              |
| Bernard Davoine         |  | PS          | Nord (5e)                |
| Jean-Louis Debré        |  | RPR         | Eure (1re)               |
| Jean-Claude Decagny     |  | UDF         | Nord (23e)               |
| Philippe Decaudin       |  | PS          | Vienne (2e)              |
| Bernard Deflesselles    |  | DL          | Bouches-du-Rhône (9e)    |
| Jean-Pierre Defontaine  |  | RCV         | Pas-de-Calais (1re)      |
| Lucien Degauchy         |  | RPR         | Oise (5e)                |
| Arthur Dehaine          |  | RPR         | Oise (4e)                |
| Marcel Dehoux           |  | PS          | Nord (24e)               |
| Jean-Pierre Delalande   |  | RPR         | Val-d'Oise (2e)          |
| Francis Delattre        |  | UDF         | Val-d'Oise (4e)          |
| Patrick Delnatte        |  | RPR         | Nord (9e)                |
| Jean Delobel            |  | PS          | Nord (15e)               |
| François Deluga         |  | PS          | Gironde (8e)             |
| Jean-Marie Demange      |  | RPR         | Moselle (9e)             |
| Xavier Deniau           |  | a. RPR      | Loiret (4e)              |
| Yves Deniaud            |  | RPR         | Orne (1re)               |
| Jean-Jacques Denis      |  | PS          | Meurthe-et-Moselle (1re) |
| Monique Denise          |  | PS          | Nord (14e)               |
| Léonce Deprez           |  | UDF         | Pas-de-Calais (4e)       |
| Bernard Derosier        |  | PS          | Nord (2e)                |
| Jacques Desallangre     |  | RCV         | Aisne (4e)               |
| Michel Destot           |  | PS          | Isère (3e)               |
| Paul Dhaille            |  | RCV         | Seine-Maritime (6e)      |
| Franck Dhersin          |  | DL          | Nord (13e)               |
| Marc Dolez              |  | PS          | Nord (17e)               |
| Éric Doligé             |  | RPR         | Loiret (2e)              |
| Laurent Dominati        |  | DL          | Paris (1re)              |
| Dominique Dord          |  | DL          | Savoie (1re)             |
| François Dosé           |  | PS          | Meuse (1re)              |
| René Dosière            |  | PS          | Aisne (1re)              |
| Brigitte Douay          |  | PS          | Nord (18e)               |
| Philippe Douste-Blazy   |  | UDF         | Haute-Garonne (1re)      |
| Julien Dray             |  | PS          | Essonne (10e)            |
| Tony Dreyfus            |  | PS          | Paris (5e)               |
| Guy Drut                |  | RPR         | Seine-et-Marne (5e)      |
| Jean-Michel Dubernard   |  | RPR         | Rhône (3e)               |
| Pierre Ducout           |  | PS          | Gironde (7e)             |
| Jean-Pierre Dufau       |  | PS          | Landes (2e)              |
| Jean Dufour             |  | PCF         | Bouches-du-Rhône (4e)    |
| Laurence Dumont         |  | PS          | Calvados (5e)            |
| Jean-Louis Dumont       |  | PS          | Meuse (2e)               |
| Marc Dumoulin           |  | Non inscrit | Haut-Rhin (2e)           |
| Dominique Dupilet       |  | PS          | Pas-de-Calais (6e)       |
| Jean-Pierre Dupont      |  | RPR         | Corrèze (3e)             |
| Nicolas Dupont-Aignan   |  | RPR         | Essonne (8e)             |
| Jean-Paul Dupré         |  | PS          | Aude (3e)                |
| Yves Durand             |  | PS          | Nord (11e)               |
| Jean-Paul Durieux       |  | PS          | Meurthe-et-Moselle (7e)  |
| Philippe Duron          |  | PS          | Calvados (1re)           |
| René Dutin              |  | PCF         | Dordogne (3e)            |

## E
| Nom                 |  | Groupe | Circonscription           |
| ------------------- |  | ------ | ------------------------- |
| Charles Ehrmann     |  | DL     | Alpes-Maritimes (2e)      |
| Henri Emmanuelli    |  | PS     | Landes (3e)               |
| Jean Espilondo      |  | PS     | Pyrénées-Atlantiques (5e) |
| Christian Estrosi   |  | RPR    | Alpes-Maritimes (5e)      |
| Jean-Claude Étienne |  | RPR    | Marne (2e)                |
| Michel Étiévant     |  | PS     | Côte-d'Or (3e)            |
| Claude Évin         |  | PS     | Loire-Atlantique (8e)     |

## F
| Nom                    |  | Groupe | Circonscription             |
| ---------------------- |  | ------ | --------------------------- |
| Alain Fabre-Pujol      |  | PS     | Gard (2e)                   |
| Albert Facon           |  | PS     | Pas-de-Calais (14e)         |
| Jean Falala            |  | RPR    | Marne (1re)                 |
| Nicole Feidt           |  | PS     | Meurthe-et-Moselle (5e)     |
| Jean-Michel Ferrand    |  | RPR    | Vaucluse (3e)               |
| Alain Ferry            |  | a. UDF | Bas-Rhin (6e)               |
| Daniel Feurtet         |  | PCF    | Seine-Saint-Denis (4e)      |
| Jean-Jacques Filleul   |  | PS     | Indre-et-Loire (2e)         |
| Jacques Fleury         |  | PS     | Somme (6e)                  |
| Pierre Forgues         |  | PS     | Hautes-Pyrénées (1re)       |
| Nicolas Forissier      |  | DL     | Indre (2e)                  |
| Raymond Forni          |  | PS     | Territoire de Belfort (1re) |
| Jean-Pierre Foucher    |  | UDF    | Hauts-de-Seine (12e)        |
| Jean-Louis Fousseret   |  | PS     | Doubs (1re)                 |
| Michel Françaix        |  | PS     | Oise (3e)                   |
| Roland Francisci       |  | RPR    | Corse-du-Sud (2e)           |
| Christian Franqueville |  | a. PS  | Vosges (4e)                 |
| Roger Franzoni         |  | RCV    | Haute-Corse (1re)           |
| Jacqueline Fraysse     |  | PCF    | Hauts-de-Seine (4e)         |
| Georges Frêche         |  | PS     | Hérault (2e)                |
| Dominique Frelaut      |  | PCF    | Hauts-de-Seine (1re)        |
| Pierre Frogier         |  | RPR    | Nouvelle-Calédonie (2e)     |
| Michel Fromet          |  | PS     | Loir-et-Cher (1re)          |
| Yves Fromion           |  | RPR    | Cher (1re)                  |
| Gérard Fuchs           |  | PS     | Seine-Maritime (10e)        |

## G
| Nom                      |  | Groupe      | Circonscription                |
| ------------------------ |  | ----------- | ------------------------------ |
| Robert Gaïa              |  | PS          | Var (2e)                       |
| Claude Gaillard          |  | UDF         | Meurthe-et-Moselle (3e)        |
| Robert Galley            |  | RPR         | Aube (2e)                      |
| Cécile Gallez            |  | RPR         | Nord (21e)                     |
| Yann Galut               |  | PS          | Cher (3e)                      |
| René Galy-Dejean         |  | RPR         | Paris (13e)                    |
| Gilbert Gantier          |  | DL          | Paris (15e)                    |
| Daniel Gard              |  | RPR         | Aisne (5e)                     |
| Roland Garrigues         |  | PS          | Tarn-et-Garonne (1re)          |
| Henri de Gastines        |  | RPR         | Mayenne (2e)                   |
| Jean-Yves Gateaud        |  | PS          | Indre (1re)                    |
| Claude Gatignol          |  | DL          | Manche (4e)                    |
| Jean Gaubert             |  | PS          | Côtes-d'Armor (2e)             |
| Jean de Gaulle           |  | RPR         | Paris (8e)                     |
| Germain Gengenwin        |  | UDF         | Bas-Rhin (4e)                  |
| Catherine Génisson       |  | PS          | Pas-de-Calais (2e)             |
| André Gentien            |  | RPR         | Saône-et-Loire (5e)            |
| André Gerin              |  | PCF         | Rhône (14e)                    |
| Jean-Marie Geveaux       |  | RPR         | Sarthe (2e)                    |
| Jean-Pierre Giran        |  | RPR         | Var (3e)                       |
| Michel Giraud            |  | RPR         | Val-de-Marne (6e)              |
| Valéry Giscard d'Estaing |  | UDF         | Puy-de-Dôme (3e)               |
| Claude Goasguen          |  | DL          | Paris (14e)                    |
| Jacques Godfrain         |  | RPR         | Aveyron (3e)                   |
| André Godin              |  | PS          | Ain (1re)                      |
| Pierre Goldberg          |  | PCF         | Allier (2e)                    |
| Gaëtan Gorce             |  | PS          | Nièvre (2e)                    |
| François Goulard         |  | DL          | Morbihan (1re)                 |
| Alain Gouriou            |  | PS          | Côtes-d'Armor (5e)             |
| Gérard Gouzes            |  | PS          | Lot-et-Garonne (2e)            |
| Bernard Grasset          |  | PS          | Charente-Maritime (2e)         |
| Michel Grégoire          |  | PS          | Drôme (3e)                     |
| Maxime Gremetz           |  | PCF         | Somme (1re)                    |
| Gérard Grignon           |  | UDF         | Saint-Pierre-et-Miquelon (1re) |
| Hubert Grimault          |  | UDF         | Maine-et-Loire (2e)            |
| Odette Grzegrzulka       |  | PS          | Aisne (2e)                     |
| Louis Guédon             |  | RPR         | Vendée (3e)                    |
| Jean-Claude Guibal       |  | RPR         | Alpes-Maritimes (4e)           |
| Lucien Guichon           |  | RPR         | Ain (2e)                       |
| François Guillaume       |  | a. RPR      | Meurthe-et-Moselle (4e)        |
| Jean-Jacques Guillet     |  | Non inscrit | Hauts-de-Seine (8e)            |
| Jacques Guyard           |  | PS          | Essonne (1re)                  |

## H
| Nom               |  | Groupe | Circonscription              |
| ----------------- |  | ------ | ---------------------------- |
| Georges Hage      |  | PCF    | Nord (15e)                   |
| Gérard Hamel      |  | RPR    | Eure-et-Loir (2e)            |
| Francis Hammel    |  | PS     | Somme (4e)                   |
| Cécile Helle      |  | PS     | Vaucluse (1re)               |
| Pierre Hellier    |  | DL     | Sarthe (1re)                 |
| Michel Herbillon  |  | DL     | Val-de-Marne (8e)            |
| Pierre Hériaud    |  | UDF    | Loire-Atlantique (9e)        |
| Patrick Herr      |  | UDF    | Seine-Maritime (1re)         |
| Edmond Hervé      |  | PS     | Ille-et-Vilaine (2e)         |
| Jacques Heuclin   |  | PS     | Seine-et-Marne (9e)          |
| Francis Hillmeyer |  | UDF    | Haut-Rhin (6e)               |
| Claude Hoarau     |  | RCV    | La Réunion (5e)              |
| Élie Hoarau       |  | RCV    | La Réunion (4e)              |
| François Hollande |  | PS     | Corrèze (1re)                |
| Robert Honde      |  | RCV    | Alpes-de-Haute-Provence (2e) |
| Philippe Houillon |  | DL     | Val-d'Oise (1re)             |
| Robert Hue        |  | PCF    | Val-d'Oise (5e)              |
| Michel Hunault    |  | RPR    | Loire-Atlantique (6e)        |

## I
| Nom                      |  | Groupe | Circonscription           |
| ------------------------ |  | ------ | ------------------------- |
| Jean-Louis Idiart        |  | PS     | Haute-Garonne (8e)        |
| Anne-Marie Idrac         |  | UDF    | Yvelines (3e)             |
| Françoise Imbert         |  | PS     | Haute-Garonne (5e)        |
| Michel Inchauspé         |  | RPR    | Pyrénées-Atlantiques (3e) |
| Bernadette Isaac-Sibille |  | UDF    | Rhône (1re)               |

## J
| Nom                 |  | Groupe | Circonscription        |
| ------------------- |  | ------ | ---------------------- |
| Christian Jacob     |  | RPR    | Seine-et-Marne (4e)    |
| Muguette Jacquaint  |  | PCF    | Seine-Saint-Denis (3e) |
| Denis Jacquat       |  | DL     | Moselle (2e)           |
| Claude Jacquot      |  | PS     | Vosges (2e)            |
| Janine Jambu        |  | PCF    | Hauts-de-Seine (11e)   |
| Serge Janquin       |  | PS     | Pas-de-Calais (10e)    |
| Olivier Jardé       |  | RPR    | Somme (2e)             |
| Jacky Jaulneau      |  | PS     | Eure-et-Loir (3e)      |
| Henry Jean-Baptiste |  | UDF    | Mayotte (1re)          |
| Patrick Jeanne      |  | PS     | Seine-Maritime (9e)    |
| Jean-Jacques Jégou  |  | UDF    | Val-de-Marne (4e)      |
| Didier Julia        |  | RPR    | Seine-et-Marne (2e)    |
| Armand Jung         |  | PS     | Bas-Rhin (1re)         |
| Alain Juppé         |  | RPR    | Gironde (2e)           |

## K
| Nom                  |  | Groupe | Circonscription        |
| -------------------- |  | ------ | ---------------------- |
| Jean-Noël Kerdraon   |  | PS     | Finistère (2e)         |
| Aimé Kergueris       |  | DL     | Morbihan (2e)          |
| Bertrand Kern        |  | PS     | Seine-Saint-Denis (6e) |
| Christian Kert       |  | UDF    | Bouches-du-Rhône (11e) |
| Jacques Kossowski    |  | a. RPR | Hauts-de-Seine (3e)    |
| Jean-Pierre Kucheida |  | PS     | Pas-de-Calais (12e)    |

## L
| Nom                      |  | Groupe | Circonscription            |
| ------------------------ |  | ------ | -------------------------- |
| André Labarrère          |  | PS     | Pyrénées-Atlantiques (3e)  |
| Conchita Lacuey          |  | PS     | Gironde (4e)               |
| Marc Laffineur           |  | DL     | Maine-et-Loire (7e)        |
| Jacques Lafleur          |  | RPR    | Nouvelle-Calédonie (1re)   |
| André Lajoinie           |  | PCF    | Allier (3e)                |
| Jérôme Lambert           |  | PS     | Charente (3e)              |
| Robert Lamy              |  | RPR    | Rhône (8e)                 |
| François Lamy            |  | PS     | Essonne (6e)               |
| Édouard Landrain         |  | UDF    | Loire-Atlantique (5e)      |
| Claude Lanfranca         |  | PS     | Haute-Vienne (1re)         |
| Pierre Lasbordes         |  | RPR    | Essonne (5e)               |
| Jean Launay              |  | PS     | Lot (2e)                   |
| Jacqueline Lazard        |  | PS     | Finistère (7e)             |
| Thierry Lazaro           |  | RPR    | Nord (6e)                  |
| Christine Lazerges       |  | PS     | Hérault (3e)               |
| Gilbert Le Bris          |  | PS     | Finistère (8e)             |
| André Lebrun             |  | PS     | Nord (7e)                  |
| Jean-Yves Le Déaut       |  | PS     | Meurthe-et-Moselle (6e)    |
| Claudine Ledoux          |  | PS     | Ardennes (1re)             |
| Jean-Yves Le Drian       |  | PS     | Morbihan (5e)              |
| Michel Lefait            |  | PS     | Pas-de-Calais (8e)         |
| Pierre Lefebvre          |  | RPR    | Sarthe (4e)                |
| Jean-Claude Lefort       |  | PCF    | Val-de-Marne (2e)          |
| Jean Le Garrec           |  | PS     | Nord (12e)                 |
| Jean-Marie Le Guen       |  | PS     | Paris (9e)                 |
| Pierre Lellouche         |  | RPR    | Paris (4e)                 |
| Patrick Lemasle          |  | PS     | Haute-Garonne (7e)         |
| Jean-Claude Lemoine      |  | RPR    | Manche (1re)               |
| Georges Lemoine          |  | PS     | Eure-et-Loir (1re)         |
| Jacques Le Nay           |  | UDF    | Morbihan (6e)              |
| Guy Lengagne             |  | RCV    | Pas-de-Calais (5e)         |
| Jean-Claude Lenoir       |  | DL     | Orne (2e)                  |
| François Léotard         |  | UDF    | Var (5e)                   |
| Jean Leonetti            |  | UDF    | Alpes-Maritimes (7e)       |
| Arnaud Lepercq           |  | RPR    | Vienne (3e)                |
| Pierre Lequiller         |  | DL     | Yvelines (4e)              |
| Bruno Le Roux            |  | PS     | Seine-Saint-Denis (1re)    |
| René Leroux              |  | PS     | Loire-Atlantique (7e)      |
| Jean-Claude Leroy        |  | PS     | Pas-de-Calais (3e)         |
| Maurice Leroy            |  | UDF    | Loir-et-Cher (3e)          |
| Patrick Leroy            |  | PCF    | Nord (19e)                 |
| Roger Lestas             |  | UDF    | Mayenne (3e)               |
| Alain Le Vern            |  | PS     | Seine-Maritime (12e)       |
| Félix Leyzour            |  | PCF    | Côtes-d'Armor (4e)         |
| François Liberti         |  | PCF    | Hérault (7e)               |
| Michel Liebgott          |  | PS     | Moselle (10e)              |
| Martine Lignières-Cassou |  | PS     | Pyrénées-Atlantiques (1re) |
| Maurice Ligot            |  | UDF    | Maine-et-Loire (5e)        |
| Jacques Limouzy          |  | RPR    | Tarn (3e)                  |
| Gérard Lindeperg         |  | PS     | Loire (1re)                |
| François Loncle          |  | PS     | Eure (4e)                  |
| Lionnel Luca             |  | a. RPR | Alpes-Maritimes (6e)       |

## M
| Nom                       |  | Groupe      | Circonscription           |
| ------------------------- |  | ----------- | ------------------------- |
| Alain Madelin             |  | DL          | Ille-et-Vilaine (4e)      |
| Bernard Madrelle          |  | PS          | Gironde (11e)             |
| Guy Malandain             |  | a. PS       | Yvelines (11e)            |
| Patrick Malavieille       |  | PCF         | Gard (4e)                 |
| Noël Mamère               |  | RCV         | Gironde (3e)              |
| René Mangin               |  | PS          | Meurthe-et-Moselle (2e)   |
| Jean-Michel Marchand      |  | RCV         | Maine-et-Loire (4e)       |
| Jean-Pierre Marché        |  | Non inscrit | Deux-Sèvres (2e)          |
| Daniel Marcovitch         |  | PS          | Paris (19e)               |
| Thierry Mariani           |  | RPR         | Vaucluse (4e)             |
| Didier Marie              |  | PS          | Seine-Maritime (4e)       |
| Alfred Marie-Jeanne       |  | RCV         | Martinique (4e)           |
| Jean-Paul Mariot          |  | PS          | Haute-Saône (3e)          |
| Alain Marleix             |  | RPR         | Cantal (2e)               |
| Franck Marlin             |  | a. RPR      | Essonne (2e)              |
| Béatrice Marre            |  | PS          | Oise (2e)                 |
| Jean Marsaudon            |  | RPR         | Essonne (7e)              |
| Daniel Marsin             |  | a. PS       | Guadeloupe (1re)          |
| Christian Martin          |  | UDF         | Maine-et-Loire (3e)       |
| Philippe Martin           |  | RPR         | Marne (6e)                |
| Patrice Martin-Lalande    |  | RPR         | Loir-et-Cher (2e)         |
| Jacques Masdeu-Arus       |  | RPR         | Yvelines (12e)            |
| Marius Masse              |  | PS          | Bouches-du-Rhône (8e)     |
| Jacqueline Mathieu-Obadia |  | RPR         | Alpes-Maritimes (2e)      |
| Didier Mathus             |  | PS          | Saône-et-Loire (4e)       |
| Gilbert Maurer            |  | PS          | Moselle (5e)              |
| Pierre Méhaignerie        |  | UDF         | Ille-et-Vilaine (5e)      |
| Roger Meï                 |  | PCF         | Bouches-du-Rhône (10e)    |
| Pierre Menjucq            |  | UDF         | Pyrénées-Atlantiques (2e) |
| Guy Menut                 |  | PS          | Var (6e)                  |
| Louis Mermaz              |  | PS          | Isère (8e)                |
| Roland Metzinger          |  | PS          | Moselle (6e)              |
| Louis Mexandeau           |  | PS          | Calvados (2e)             |
| Gilbert Meyer             |  | RPR         | Haut-Rhin (1re)           |
| Michel Meylan             |  | DL          | Haute-Savoie (3e)         |
| Pierre Micaux             |  | UDF         | Aube (1re)                |
| Jean Michel               |  | PS          | Puy-de-Dôme (6e)          |
| Jean-Pierre Michel        |  | RCV         | Haute-Saône (2e)          |
| Didier Migaud             |  | PS          | Isère (4e)                |
| Charles Millon            |  | DL          | Ain (3e)                  |
| Jean-Claude Mignon        |  | RPR         | Seine-et-Marne (1re)      |
| Hélène Mignon             |  | PS          | Haute-Garonne (6e)        |
| Charles Miossec           |  | RPR         | Finistère (5e)            |
| Gilbert Mitterrand        |  | PS          | Gironde (10e)             |
| Yvon Montané              |  | PS          | Gers (2e)                 |
| Gabriel Montcharmont      |  | PS          | Rhône (11e)               |
| Arnaud Montebourg         |  | PS          | Saône-et-Loire (6e)       |
| Pierre Morange            |  | RPR         | Yvelines (6e)             |
| Hervé Morin               |  | UDF         | Eure (3e)                 |
| Jean-Marie Morisset       |  | UDF         | Deux-Sèvres (3e)          |
| Ernest Moutoussamy        |  | a. PCF      | Guadeloupe (2e)           |
| Alain Moyne-Bressand      |  | DL          | Isère (6e)                |
| Renaud Muselier           |  | RPR         | Bouches-du-Rhône (5e)     |
| Jacques Myard             |  | RPR         | Yvelines (5e)             |

## N
| Nom               |  | Groupe | Circonscription        |
| ----------------- |  | ------ | ---------------------- |
| Philippe Nauche   |  | PS     | Corrèze (2e)           |
| Bernard Nayral    |  | PS     | Hérault (5e)           |
| Henri Nayrou      |  | PS     | Ariège (2e)            |
| Véronique Neiertz |  | PS     | Seine-Saint-Denis (9e) |
| Alain Néri        |  | PS     | Puy-de-Dôme (2e)       |
| Yves Nicolin      |  | DL     | Loire (5e)             |
| Jean-Marc Nudant  |  | RPR    | Côte-d'Or (2e)         |
| Jean-Paul Nunzi   |  | RCV    | Tarn-et-Garonne (2e)   |

## O
| Nom            |  | Groupe | Circonscription   |
| -------------- |  | ------ | ----------------- |
| Patrick Ollier |  | RPR    | Hautes-Alpes (2e) |
| Bernard Outin  |  | PCF    | Loire (4e)        |

## P
| Nom                          |  | Groupe | Circonscription           |
| ---------------------------- |  | ------ | ------------------------- |
| Arthur Paecht                |  | UDF    | Var (7e)                  |
| Dominique Paillé             |  | UDF    | Deux-Sèvres (4e)          |
| Michel Pajon                 |  | PS     | Seine-Saint-Denis (13e)   |
| Françoise de Panafieu        |  | RPR    | Paris (17e)               |
| Robert Pandraud              |  | RPR    | Seine-Saint-Denis (8e)    |
| Joseph Parrenin              |  | PS     | Doubs (3e)                |
| Paul Patriarche              |  | a. DL  | Haute-Corse (2e)          |
| Daniel Paul                  |  | PCF    | Seine-Maritime (8e)       |
| Vincent Peillon              |  | PS     | Somme (3e)                |
| Germinal Peiro               |  | PS     | Dordogne (4e)             |
| Jacques Pélissard            |  | RPR    | Jura (1re)                |
| Jean-Claude Perez            |  | PS     | Aude (1re)                |
| Jean-Pierre Pernot           |  | PS     | Val-d'Oise (2e)           |
| Marie-Françoise Pérol-Dumont |  | PS     | Haute-Vienne (3e)         |
| Geneviève Perrin-Gaillard    |  | PS     | Deux-Sèvres (1re)         |
| François Perrot              |  | PS     | Nièvre (3e)               |
| Bernard Perrut               |  | DL     | Rhône (9e)                |
| Pierre Petit                 |  | RPR    | Martinique (2e)           |
| Annette Peulvast-Bergeal     |  | PS     | Yvelines (8e)             |
| Catherine Picard             |  | PS     | Eure (5e)                 |
| Auguste Picollet             |  | RPR    | Calvados (2e)             |
| Étienne Pinte                |  | RPR    | Yvelines (1re)            |
| Henri Plagnol                |  | UDF    | Val-de-Marne (1re)        |
| Serge Poignant               |  | RPR    | Loire-Atlantique (10e)    |
| Bernard Pons                 |  | RPR    | Paris (16e)               |
| Jean Pontier                 |  | RCV    | Ardèche (2e)              |
| Robert Poujade               |  | RPR    | Côte-d'Or (1re)           |
| Daniel Poulou                |  | RPR    | Pyrénées-Atlantiques (2e) |
| Jean-Luc Préel               |  | UDF    | Vendée (1re)              |
| Jean Proriol                 |  | DL     | Haute-Loire (2e)          |
| Jean-Pierre Pujol            |  | PS     | Gers (1re)                |

## Q
| Nom            |  | Groupe | Circonscription        |
| -------------- |  | ------ | ---------------------- |
| Didier Quentin |  | RPR    | Charente-Maritime (5e) |
| Paul Quilès    |  | PS     | Tarn (1re)             |

## R
| Nom                   |  | Groupe | Circonscription        |
| --------------------- |  | ------ | ---------------------- |
| Dominique Raimbourg   |  | PS     | Loire-Atlantique (4e)  |
| Jean-Bernard Raimond  |  | RPR    | Bouches-du-Rhône (14e) |
| Marcelle Ramonet      |  | DL     | Finistère (1re)        |
| Jacques Rebillard     |  | RCV    | Saône-et-Loire (2e)    |
| Alfred Recours        |  | PS     | Eure (2e)              |
| Jean-Luc Reitzer      |  | RPR    | Haut-Rhin (3e)         |
| Gérard Revol          |  | PS     | Gard (3e)              |
| Marc Reymann          |  | UDF    | Bas-Rhin (2e)          |
| Marie-Line Reynaud    |  | PS     | Charente (2e)          |
| Jean Rigal            |  | RCV    | Aveyron (2e)           |
| Jean Rigaud           |  | DL     | Rhône (5e)             |
| Victor Ringeisen      |  | RPR    | Calvados (2e)          |
| Pierre Ringenbach     |  | RPR    | Calvados (2e)          |
| Patrick Rimbert       |  | PS     | Loire-Atlantique (1re) |
| Michèle Rivasi        |  | a. PS  | Drôme (1re)            |
| Jean Roatta           |  | DL     | Bouches-du-Rhône (3e)  |
| Jean-Claude Robert    |  | PS     | Côte-d'Or (5e)         |
| Chantal Robin-Rodrigo |  | RCV    | Hautes-Pyrénées (3e)   |
| François Rochebloine  |  | UDF    | Loire (3e)             |
| Alain Rodet           |  | PS     | Haute-Vienne (4e)      |
| Marcel Rogemont       |  | PS     | Ille-et-Vilaine (3e)   |
| Bernard Roman         |  | PS     | Nord (1re)             |
| Yves Rome             |  | PS     | Oise (1re)             |
| Gilbert Roseau        |  | PS     | Hérault (1re)          |
| José Rossi            |  | DL     | Corse-du-Sud (1re)     |
| Joseph Rossignol      |  | PS     | Val-de-Marne (3e)      |
| Yvette Roudy          |  | PS     | Calvados (3e)          |
| Jean Rouger           |  | PS     | Charente-Maritime (3e) |
| René Rouquet          |  | PS     | Val-de-Marne (9e)      |
| Benoît Roy            |  | RPR    | Indre-et-Loire (1re)   |

## S
| Nom                    |  | Groupe | Circonscription          |
| ---------------------- |  | ------ | ------------------------ |
| Michel Sainte-Marie    |  | PS     | Gironde (6e)             |
| Rudy Salles            |  | UDF    | Alpes-Maritimes (3e)     |
| Jean-Claude Sandrier   |  | PCF    | Cher (2e)                |
| André Santini          |  | UDF    | Hauts-de-Seine (10e)     |
| Joël Sarlot            |  | DL     | Vendée (5e)              |
| Georges Sarre          |  | RCV    | Paris (6e)               |
| Odile Saugues          |  | PS     | Puy-de-Dôme (1re)        |
| Gérard Saumade         |  | RCV    | Hérault (4e)             |
| François Sauvadet      |  | UDF    | Côte-d'Or (4e)           |
| André Schneider        |  | RPR    | Bas-Rhin (3e)            |
| Bernard Schreiner      |  | RPR    | Bas-Rhin (9e)            |
| Philippe Séguin        |  | RPR    | Vosges (1re)             |
| Bernard Seux           |  | RCV    | Pas-de-Calais (9e)       |
| Patrick Sève           |  | PS     | Val-de-Marne (12e)       |
| Henri Sicre            |  | PS     | Pyrénées-Orientales (4e) |
| Jean-Pierre Soisson    |  | a. DL  | Yonne (1re)              |
| Dominique Strauss-Kahn |  | PS     | Val-d'Oise (8e)          |
| Michel Suchod          |  | RCV    | Dordogne (2e)            |

## T
| Nom                         |  | Groupe      | Circonscription       |
| --------------------------- |  | ----------- | --------------------- |
| Frantz Taittinger           |  | RPR         | Hauts-de-Seine (2e)   |
| Michel Tamaya               |  | PS          | La Réunion (1re)      |
| Christiane Taubira-Delannon |  | RCV         | Guyane (1re)          |
| Yves Tavernier              |  | PS          | Essonne (3e)          |
| Guy Teissier                |  | DL          | Bouches-du-Rhône (6e) |
| Pascal Terrasse             |  | PS          | Ardèche (1re)         |
| Gérard Terrier              |  | PS          | Moselle (1re)         |
| Michel Terrot               |  | RPR         | Rhône (12e)           |
| André Thien Ah Koon         |  | Non inscrit | La Réunion (3e)       |
| Jean-Claude Thomas          |  | RPR         | Marne (3e)            |
| Dominique Tian              |  | RPR         | Calvados (2e)         |
| Jean Tiberi                 |  | RPR         | Paris (2e)            |
| Marisol Touraine            |  | PS          | Indre-et-Loire (3e)   |
| Alain Tourret               |  | RCV         | Calvados (6e)         |
| Georges Tron                |  | RPR         | Essonne (9e)          |
| Odette Trupin               |  | PS          | Gironde (9e)          |
| Anicet Turinay              |  | a. RPR      | Martinique (1re)      |
| Joseph Tyrode               |  | PS          | Doubs (4e)            |

## U
| Nom              |  | Groupe | Circonscription |
| ---------------- |  | ------ | --------------- |
| Jean Ueberschlag |  | RPR    | Haut-Rhin (4e)  |

## V
| Nom                  |  | Groupe      | Circonscription           |
| -------------------- |  | ----------- | ------------------------- |
| Léon Vachet          |  | RPR         | Bouches-du-Rhône (15e)    |
| Daniel Vachez        |  | PS          | Seine-et-Marne (8e)       |
| Jean Valleix         |  | RPR         | Gironde (1re)             |
| André Vallini        |  | PS          | Isère (9e)                |
| François Vannson     |  | RPR         | Vosges (3e)               |
| André Vauchez        |  | PS          | Jura (3e)                 |
| Michel Vauzelle      |  | PS          | Bouches-du-Rhône (16e)    |
| Michel Vaxès         |  | PCF         | Bouches-du-Rhône (13e)    |
| Michel Vergnier      |  | PS          | Creuse (1re)              |
| Émile Vernaudon      |  | RCV         | Polynésie française (2e)  |
| Alain Veyret         |  | PS          | Lot-et-Garonne (1re)      |
| Alain Vidalies       |  | PS          | Landes (1re)              |
| Jean Vila            |  | PCF         | Pyrénées-Orientales (1re) |
| Philippe de Villiers |  | Non inscrit | Vendée (4e)               |
| Jean-Claude Viollet  |  | PS          | Charente (1re)            |
| Michel Voisin        |  | UDF         | Ain (4e)                  |
| Gérard Voisin        |  | DL          | Saône-et-Loire (1re)      |
| Roland Vuillaume     |  | RPR         | Doubs (5e)                |
| Philippe Vuilque     |  | PS          | Ardennes (2e)             |

## W
| Nom                  |  | Groupe | Circonscription |
| -------------------- |  | ------ | --------------- |
| Aloyse Warhouver     |  | RCV    | Moselle (4e)    |
| Jean-Luc Warsmann    |  | RPR    | Ardennes (3e)   |
| Pierre-André Wiltzer |  | UDF    | Essonne (4e)    |

## Y
| Nom           |  | Groupe | Circonscription |
| ------------- |  | ------ | --------------- |
| Kofi Yamgnane |  | PS     | Finistère (6e)  |

## Z
| Nom                 |  | Groupe | Circonscription |
| ------------------- |  | ------ | --------------- |
| Marie-Jo Zimmermann |  | RPR    | Moselle (3e)    |